# Amischotolype laxiflora
Amischotolype laxiflora là một loài thực vật có hoa trong họ Commelinaceae. Loài này được (Merr.) Faden mô tả khoa học đầu tiên năm 1996.